# Hamam: el baño turco
Hamam: el baño turco es una película de 1997 dirigida por Ferzan Özpetek, quien junto a Stefano Tummolini escribió también el guion.
Francesco (Alessandro Gassman) y Marta (Francesca d'Aloja) están casados y viven en Roma. Juntos dirigen una pequeña agencia de diseño. Su matrimonio se ha ido deteriorando paulatinamente: Francesco ha perdido el interés en Marta y ésta tiene una aventura con su socio en la agencia.

## Trama
Esta película narra la historia de Francesco un joven arquitecto que recibe como herencia una casa de baños turcos en Estambul. Decide viajar a la ciudad con la idea de liquidar la herencia que le dejó su tía. En principio piensa en vender el edificio a un complejo turístico que le ha hecho una buena oferta económica.
En Estambul le reciben los amigos de su tía, una familia que trabajaba en el hamam. El encanto de la ciudad y la atracción que Francesco sentirá hacia el joven de la familia harán que se replantee su decisión.

## Premios
- Naranja de Oro (Festival Internacional de Cine de Antalya) 
  - Mejor película
  - Mejor director

- Sindicato Nacional de Periodistas Italianos de Cine, Cinta de Plata
  - Mejor productor

- Mostra de Valencia
  - Premio del público